# Martin Tlapa
Martin Tlapa (* 28. září 1964 Praha) je český státní úředník, v letech 2014 až 2022 náměstek ministra zahraničních věcí ČR pro řízení sekce mimoevropských zemí, rozvojové a ekonomické spolupráce, v letech 2012 až 2014 náměstek státního tajemníka pro evropské záležitosti a v letech 2004 až 2012 náměstek ministra průmyslu a obchodu ČR. Od října 2023 působí jako velvyslanec ČR v Kanadě.

## Život
Je ženatý a má dva syny, Tomáše (* 1987) a Filipa (* 1998).
V roce 1984 absolvoval Střední ekonomickou školu v Praze 10, v roce 1989 promoval na Fakultě obchodní VŠE Praha, v roce 2002 ukončil studium MBA na ČVUT a na Hallam University v Sheffieldu. Na ministerstvu průmyslu a obchodu pracoval roku v letech 2004 - 2012 a řídil sekci Evropské unie a mezinárodní konkurenceschopnosti. Praxi zahájil v roce 1989 ve Výzkumném ústavu vnějších ekonomických vztahů, v letech 1991 až 1992 působil na Federálním ministerstvu zahraničního obchodu, do roku 1996 byl tajemníkem obchodně ekonomického úseku zastupitelského úřadu ČR v Kanadě, do roku 2004 byl generálním ředitelem České agentury na podporu obchodu/ CzechTrade. V té pracoval od roku 1996. V roce 2007 působil ve vládou jmenovaném týmu pro vyjednávání Národního strategického referenčního rámce.
Dvakrát obdržel manažerské ocenění v soutěži Manažer roku. Přednáší a publikuje na téma obchodní a exportní politiky ČR a EU, manažerských přístupů ve veřejném sektoru a mezinárodní konkurenceschopnosti. Je jedním z autorů Strategie mezinárodní konkurenceschopnosti České republiky, kterou 27. 9. 2011 schválila vláda ČR.
V květnu 2012 se rozhodl odejít z ministerstva k 31. květnu a odeslal ministrovi průmyslu Martinu Kubovi rezignační dopis. Důvodem byly rozdílné představy na "zajištění klíčových priorit ministerstva" a připravovaná reorganizace úřadu.
Od 1. listopadu 2012 byl jmenován předsedou vlády České republiky náměstkem státního tajemníka pro evropské záležitosti, od stejného dne pracoval na Úřadu vlády České republiky. Své angažmá zde ukončil v roce 2014 a od 1. března 2014 jej ministr zahraničních věcí ČR Lubomír Zaorálek jmenoval svým náměstkem pro mimoevropské země a ekonomickou diplomacii. Post náměstka zastával do konce roku 2022.
V říjnu 2023 se stal velvyslancem ČR v Kanadě.